# 稲田本店

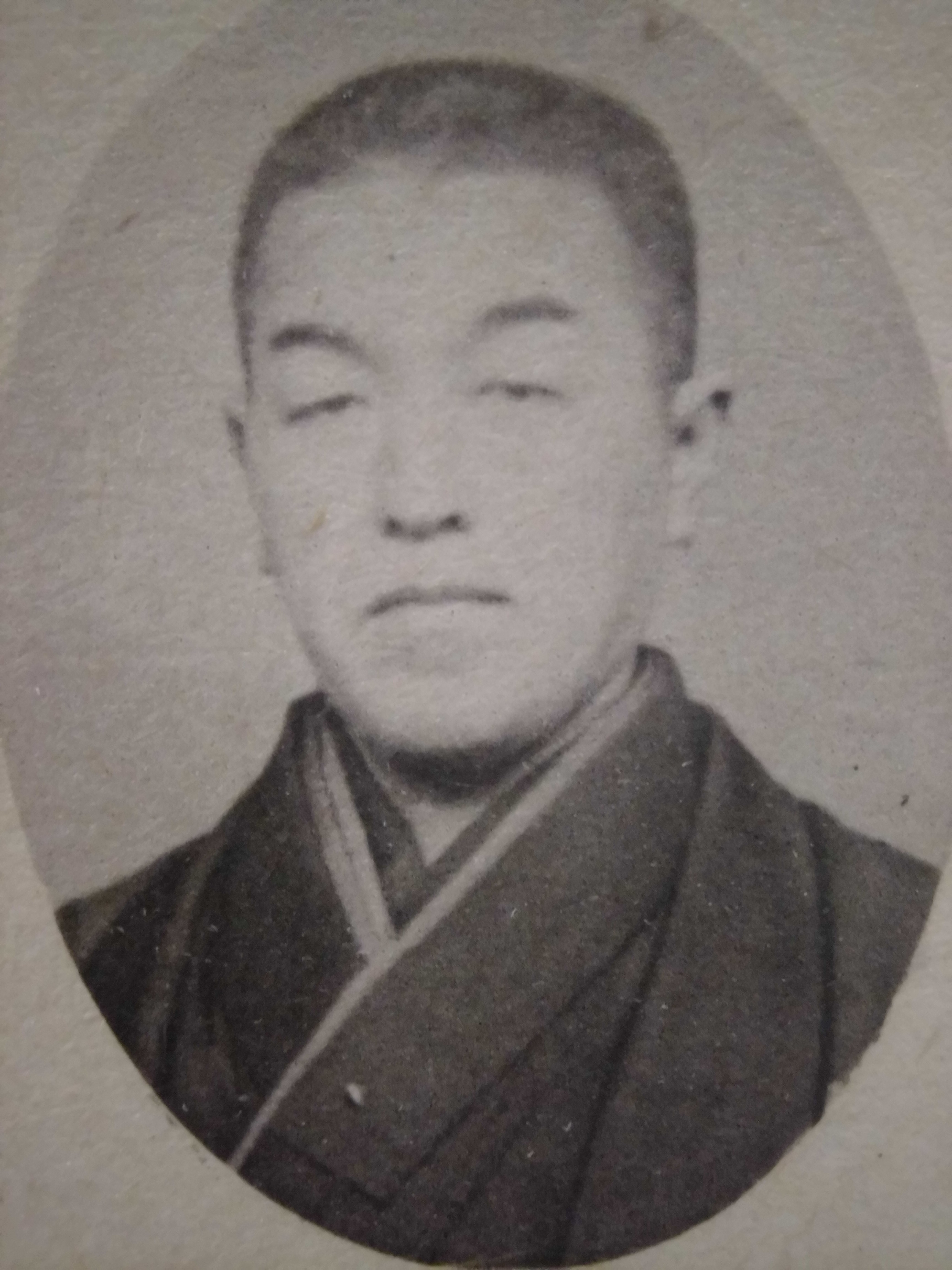
六代目稲田秀太郎

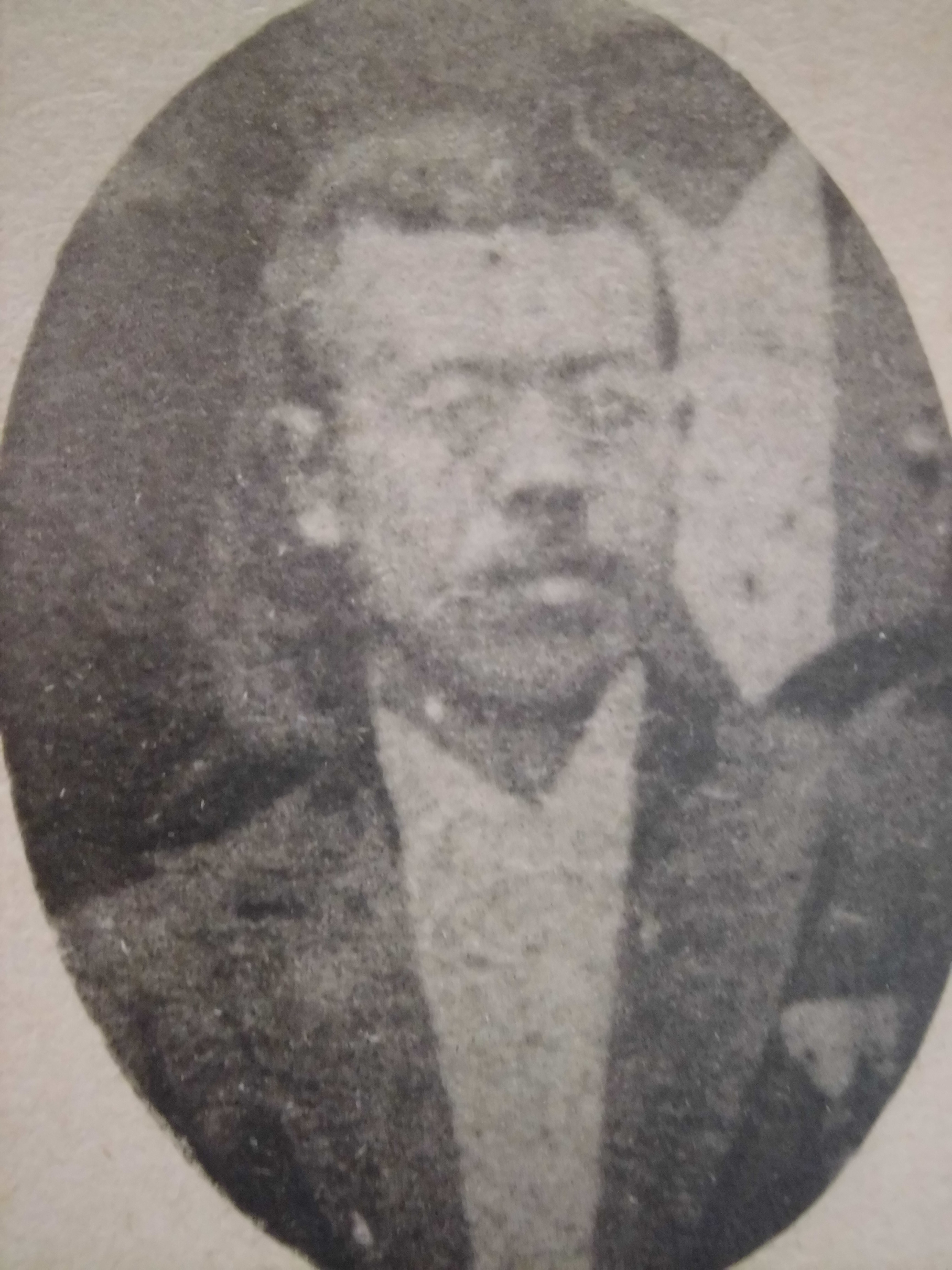
七代目稲田藤治郎

株式会社稲田本店（いなたほんてん）は、鳥取県米子市夜見町に本社を置く酒類メーカー。
創業346年以上の歴史のある蔵元であり、米子市内では唯一の醸造所である。

## 沿革
- 1673年（延宝元年） - 初代当主が因幡屋の屋号で岸本町（現・伯耆町）大岸で酒と醤油の製造業として創業[2]。
- 1690年代（元禄中期） - 当時の当主稲田半兵衛が米子市紺屋町に転居、同時に屋号を稲田屋に変更し現在の基礎を築く。
- 1892年 - 7代目稲田藤治郎が久米町にビール工場を建設し「イナタビール」を発売、後年隣家の出火でビール工場を焼失、やむなく製造中止となる[3]。
- 1915年 - 合名会社稲田本店を設立[2]。代表社員稲田秀太郎[2]。
- 1918年 - 紺屋町より久米町へ移転[3]。
- 1931年 - 全国に先駆けて冷用酒を開発し、「トップ水雷」の名で販売開始。
- 1967年 - 鳥取県内で戦後初のアルコール無添加の清酒（純米酒）の醸造を始める[4]。
- 1987年 - 鳥取大学医学部拡張のため、久米町から夜見町へ移転[5]。
- 1996年10月 - 合名会社稲田本店と株式会社梅原商事が合併し、株式会社稲田本店とし、従来の酒類製造販売業に不動産賃貸業と保育園業を加え営業基盤を強化[2]。
- 1998年12月 - 稲田本店の清酒が楽しめる居酒屋として株式会社稲田屋本店を設立し、東京日本橋に1号店「稲田屋日本橋店」がオープン。
- 2002年 - 鳥取県原産、約40年ぶりに復活させた酒米「強力」による純米吟醸「稲田姫 強力」を発売。
- 2014年9月 - 稲田屋本店が東京新橋に鳥取県と岡山県の合同アンテナショップ「とっとり・おかやま 新橋館」と「ビストロカフェ ももてなし家」をオープン。
- 2019年4月 - 稲田屋本店が「とっとり・おかやま 新橋館」の運営から撤退し、フジランドによる運営となる[6]。

## 銘柄
日本酒
- トップ水雷
- 稲田姫
- 伯耆の稲魂

焼酎
- 米焼酎「のん氣にくらしなさい」
- 芋焼酎「なまけものになりなさい」
- 麦焼酎「あわてずゆっくりやれ」
- そば焼酎「がんばるなかれ」
- 粕取り焼酎「枯草」

太字は境港市出身の漫画家水木しげるの揮毫とイラスト入り。
リキュール
- 純米梅酒「百花の魁」
- 赤しそのお酒
- 梨のお酒

## 関連会社
- 株式会社稲田屋本店 - 飲食店舗運営
- 有限会社ウメハラ - 業務用酒販店（創業家の梅原家は戦前まで酒造業を営んでいた[8]。）
- 株式会社双和 - 不動産賃貸業